# Eugeneodontida
Gli eugeneodonti (Eugeneodontida) sono un ordine di pesci condritti estinti, vissuti tra il Devoniano superiore e il Triassico (360 - 220 milioni di anni fa).

## "Squali" dai denti a spirale
Questi pesci, dall'aspetto generale simile a quello degli odierni squali, avevano una dentatura del tutto particolare. I denti nella sinfisi della mandibola erano molto grandi, e quelli di sostituzione si accumulavano andando a formare una complessa struttura a spirale. I denti laterali, invece, formavano una superficie stritolante, simile a quella delle odierne razze. Il corpo degli eugeneodonti assomigliava molto a quello degli "squali" più primitivi come Cladoselache, ma vi era solo una pinna dorsale; sulle pinne pettorali era presente un asse metapterigiale come quello presente nei simmoriidi (Symmoriida), ma più corto. Di questi animali sono noti solo frammenti scheletrici, a testimonianza del fatto che la loro cartilagine era molto poco calcificata.
Secondo Zangerl, la classificazione degli eugeneodonti vede la presenza di due gruppi principali: i caseodonti (Caseodontoidea), i cui denti della sinfisi mandibolare erano dotati di creste trasversali, e gli edestoidi (Edestoidea), dotati di denti compressi ed eccezionalmente taglienti. Tra i primi, da ricordare il ben noto Fadenia e Ornithoprion, dalla mandibola inferiore allungatissima; tra gli edestoidi, invece, vi furono forme gigantesche e decisamente aberranti, come lo "squalo dai denti a spirale" Helicoprion e lo "squalo dai denti a forbice" Edestus.